# Grammodes microgonia
Grammodes microgonia là một loài bướm đêm trong họ Erebidae.